# Augièr Galhard
Augier Galhard (Rabastens, Llenguadoc, 1530 - Bearn, 1592) fou un escriptor occità. Llenguadocià albigès, es presenta com a constructor de carros, toca el violí i fa estudis eclesiàstics que abandona. El 1561 segueix François de Lherm, ric burgès que lluita amb els protestants, i el 1567 participa en l'atac a Chartres amb el vescomte de Montclar. S'estableix a Montalban i mira de compondre poesia per a Enric IV de Navarra, però el 1575 torna a fer de soldat.
El 1579 escriu Obras, però li prohibeixen l'escrit i passa al partit catòlic d'Enric II; el 1581 les autoritats de Montalban li prohibeixen el Libre gras, però el 1583 arriba a publicar a París Lo banquet i Toutos las obras d'Augier Galhard. Això li fa guanyar l'ajut de Sal·lusti de Bartas i s'estableix a la cort de Pau, on hi escriurà un Apocalipsi" en francès, Amors prodigiosas (bilingüe) i Cinquè Llibre (1593). És un poeta popular i poc culte, bo en occità i maldestre en francès, a les seves obres en francès els personatges pidolaires parlen occità.